# Bulbinella rossii
Espèce

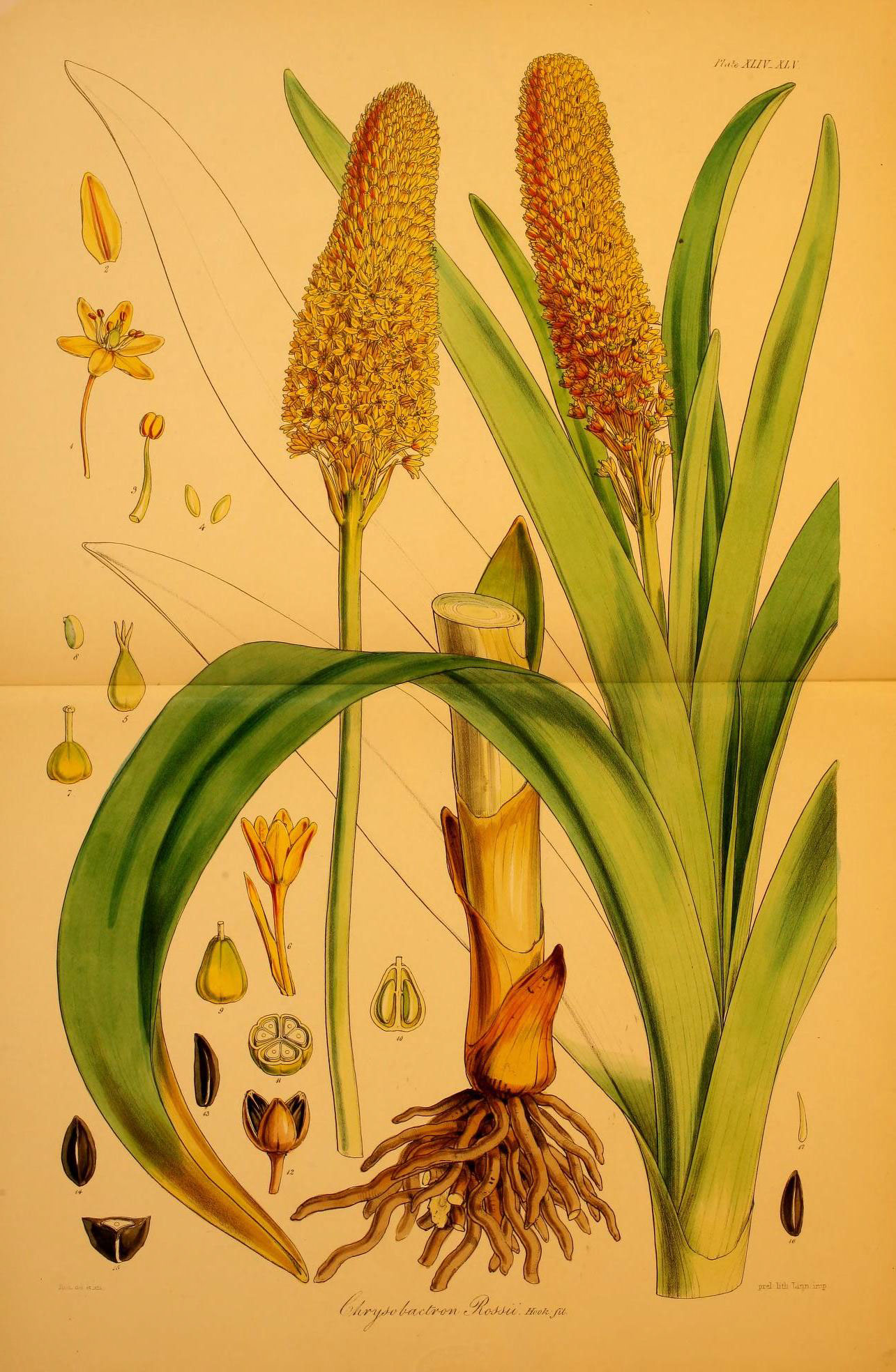
Illustration de fin du 19e siècle ; B. rossii était alors classé sous le taxon Chrysobactron rossii.

Bulbinella rossii, le Lys Ross, est une espèce de plante à fleurs de la famille des Asphodelaceae. Malgré son nom commun, il n'appartient pas à la famille des lys, les Liliaceae. C'est l'une des mégaherbes subantarctiques. L'épithète spécifique rend hommage à l'explorateur britannique de l'Antarctique James Clark Ross, qui a visité l'île Campbell en décembre 1840. Bulbinella rossii figure au revers de le billet de banque de cinq dollars de la Nouvelle-Zélande.

## Description
Bulbinella rossii est un grand lys dioïque vivace, atteignant 1 m de hauteur et avec un diamètre basal de 40 mm. Les feuilles vert foncé, charnues et en forme de lanières mesurent 0,6 à 1 m de long et 15 à 60 mm de large. L'inflorescence est une racème cylindrique atteignant 600 mm de long. Les fleurs jaune d'or sont densément peuplées, mesurant 10 à 14 mm de diamètre et sont souvent teintées d'orange. La capsule ovoïde mesure 10 mm de long et contient des graines brun foncé aux ailes étroites. La plante fleurit d'octobre à janvier et fructifie de décembre à mars.

## Répartition et habitat
Cette espèce est endémique aux Nouvelle-Zélande subantarctique Auckland et Îles Campbell. Là, il est commun et répandu depuis le niveau de la mer jusqu’aux sommets des montagnes des îles. Parce qu'il prospère là où le sol a été perturbé et parce qu'il n'est pas particulièrement appétissant pour les animaux herbivores, il est commun à proximité d'anciens sites d'habitation humaine et peut former des colonies denses dans les prairies.

## État de conservation

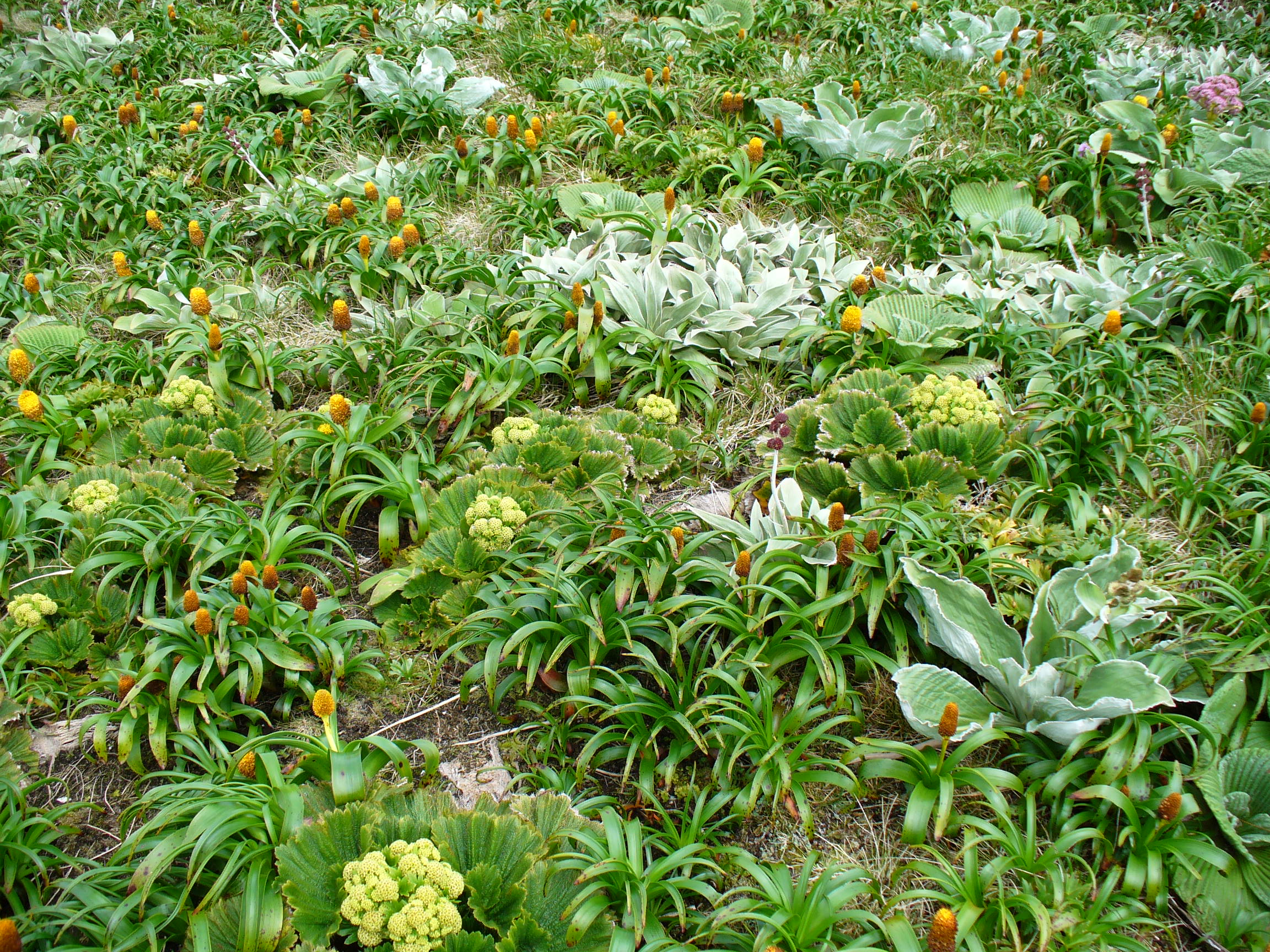
Communauté de mégaherbes.

L'espèce est répertoriée comme « en péril – naturellement peu commune » dans l'évaluation la plus récente (2018) utilisant le système de classification des menaces de la Nouvelle-Zélande pour les plantes, en raison de son aire de répartition restreinte,.

## Systématique
Le nom correct complet (avec auteur) de ce taxon est Bulbinella rossii (Hook.f.) Mottet (d).
L'espèce a été initialement classée dans le genre Chrysobactron sous le basionyme Chrysobactron rossii Hook.f..
Bulbinella rossii a pour synonymes :
- Anthericum rossii (Hook.f.) Hook.f.
- Bulbinella rossii (Hook.f.) Cheeseman
- Chrysobactron rossii Hook.f.
- Veratrum dubouzetii Hombr. & Jacquinot
- Veratrum dubouzetii Hombr. & Jacquinot ex Decne.